# Asli Sancar
Asli Sancar (1944) è una scrittrice statunitense.
Nasce nel 1944 e cresce negli Stati Uniti, dove si laurea in letteratura inglese presso la Ohio State University. Si converte all'Islam nel 1968. Nel 1984 si trasferisce ad Istanbul con la famiglia, dove inizia a scrivere articoli sulle donne e sulla famiglia per la rivista "Kadın ve Aile (Donne e famiglia)".
In oltre 25 anni di carriera, Asli Sancar ha tenute conferenze e scritto sulla condizione della donna nell'Islam sia in inglese che in turco, essendo anche un perito linguistico delle due lingue .

## Pubblicazioni
- (EN) Sancar, Asli, HAREM – A JOURNEY OF LOVE, Timas Publishing, 2010, 190 pagine.
- (EN) Sancar, Asli, Ottoman Women: Myth and Reality, Tughra Books, 2007, 196 pagine.
- (EN) Sancar, Asli, Women and Family in Ottoman Society, 1999.
- (EN) Sancar, Asli, The Light of Islam, 1986.

## Premi
- 2008: Premi Benjamin Franklin, categoria politica/storia dall'IBPA.[2]